# 城爪草
城爪草（しろつめくさ）は、日本のイラストレーター・漫画家。

## 作品リスト

### 漫画
- 『子猫あげます』 （2001年11月発売、晋遊舎〈晋遊舎コミックス〉、ISBN 4-88380-243-4）
- 『われは剣王っ!!』 （原作：芝村裕吏、アスキー・メディアワークス『電撃マ王』連載、〈電撃コミックス〉、全3巻）
  1. 2007年9月27日発売[1]、ISBN 978-4-8402-4059-8
  2. 2008年1月26日発売[2]、ISBN 978-4-8402-4111-3
  3. 2008年8月27日発売[3]、ISBN 978-4-04-867199-6
- 『ティアーズ・トゥ・ティアラ 花冠の大地』 （2009年 - 2010年、原作：アクアプラス、メディアファクトリー『月刊コミックアライブ』連載、全3巻）
- 『週刊マンガ日本史』 36号 木戸孝允
- 『週刊マンガ世界の偉人』　32号　本田宗一郎
- 『NEW日本の歴史 3 平安京と貴族のくらし』 （2012年11月15日発売[4]、総監修：大石学 / 監修：佐藤全敏、学研教育出版、ISBN 978-4-05203-531-9）
- 『NEW世界の歴史 6 ルネサンスと大航海時代』 （2016年2月11日発売[5]、監修：近藤二郎 / 原作：南房秀久、学研プラス、ISBN 978-4-05204-108-2）
- 『対決日本史シリーズ 3 大坂の陣』 （2019年8月29日発売[6]、監修：大石学 / 杉本寛郎、学研プラス、ISBN 978-4-05205-065-7）

### ライトノベル
- 『A.Iコンプレックス』 （著者：熊川あきひと、pixiv Visual Story連載）

### ゲーム
- 『Fate/Grand Order』 （TYPE-MOON） - 概念礼装イラスト